# Wasserböcke
Die Wasserböcke (Kobus) sind eine Gattung afrikanischer Antilopen, die am nächsten mit den Riedböcken verwandt sind. Sie umfassen weitgehend größere Vertreter der Reduncini, die ein Gewicht von 50 bis 290 kg erreichen. Nur die Männchen tragen Hörner. Diese sind 50 cm oder länger, in seltenen Fällen bis 1 m. Sie sind leicht nach hinten gebogen und richten sich dann in einer Drehung aufwärts. Alle Arten sind an das Leben am Wasser gebunden und finden sich in sumpfigen Habitaten. Sie leben in Herden, deren soziale Zusammensetzung je nach Art unterschiedlich ist.
Sie werden in zwölf Arten unterteilt:
- Puku (Kobus vardonii (Livingstone, 1857))

- Kobus leche-Gruppe

- Upemba-Litschi (Kobus anselli Cotterill, 2005)
- Kafue-Litschi (Kobus kafuensis Haltenorth, 1963)
- Letschwe oder Litschi-Moorantilope (Kobus leche Gray, 1850)
- Weißnacken-Moorantilope (Kobus megaceros (Fitzinger, 1855))
- † Roberts-Wasserbock (Kobus robertsi (Rothschild, 1907))
- Bangweulu-Litschi (Kobus smithemani (Lydekker, 1900))

- Kobus kob-Gruppe

- Senegal-Grasantilope  oder Kob (Kobus kob (Erxleben, 1777))
- Kamerun-Grasantilope (Kobus loderi (Lydekker, 1900))
- Weißohr-Moorantilope (Kobus leucotis (Lichtenstein & Peters, 1854))
- Uganda-Grasantilope (Kobus thomasi (Sclater, 1895))

- Kobus ellipsiprymnus-Gruppe

- Defassa-Wasserbock (Kobus defassa (Rüppell, 1835))
- Ellipsen-Wasserbock (Kobus ellipsiprymnus (Ogilby, 1833))

Kob und Puku wurden gelegentlich in einer eigenen Gattung Adenota geführt, ebenso wie der Letschwe und die  Weißnacken-Moorantilope teilweise in der eigenen Gattung Onotragus standen. In den 1970er Jahren wurden allerdings Hybridisierungen mit anderen Vertretern der Gattung Kobus festgestellt. Der Upemba-Litschi wurde erst 2005 als kryptische Art innerhalb der Kobus leche-Gruppe erkannt.